# Лідс-Бредфорд (аеропорт)

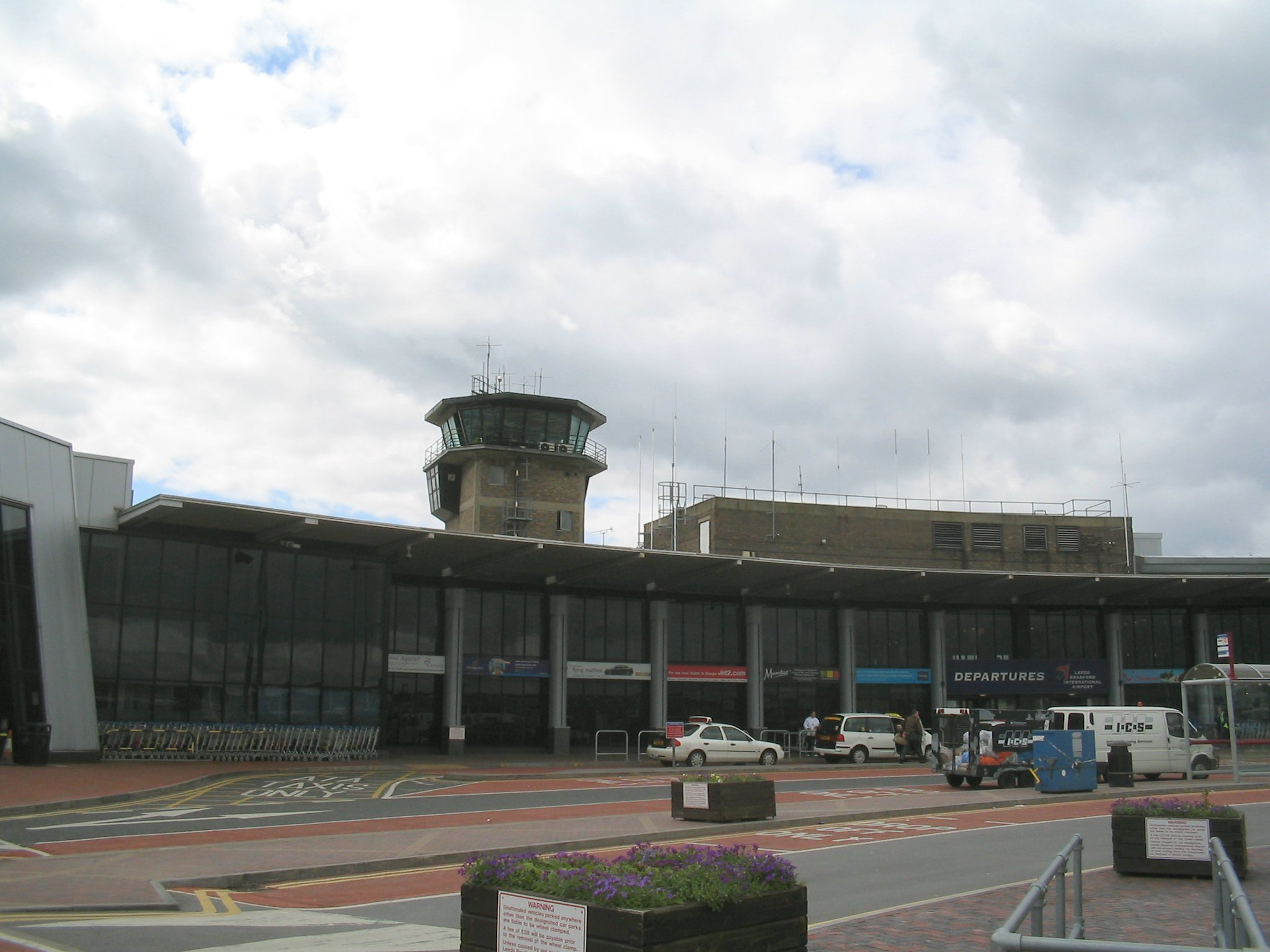
Будівля терміналу Міжнародного аеропорту Лідс-Бредфорд

Міжнародний Аеропорт Лідс-Бредфорд (англ. Leeds Bradford International Airport) (IATA: LBA, ICAO: EGNM) розташований між містами Лідс та Бредфорд у Західному Йоркширі, Англія. До травня 2007 року аеропорт у власності місцевої влади, після чого був проданий за 145,5 млн фт. ст.
Лідс-Бредфорд володіє публічною ліцензією (номер P800), яка дозволяє пасажирські перевезення та навчання польотам.
Аеропорт є хабом для:
- Eastern Airways
- Jet2.com
- Ryanair
- TUI Airways

## Історія

### Початок
Аеропорт був відкритий 17 жовтня 1931 року під назвою Муніципальний аеродром Лідс-Бредфорд або під більш звичайним назвою Аеродром Идон і використовувався Аероклубом Йоркшира від імені and Leeds Bradford Corporation. У 1935 аеродром був збільшений на 35 акрів, регулярні рейси почалися 8 квітня 1935 року; авіакомпанія North Eastern Airways здійснювала рейси з Лондона (аеродром Хестон) у Ньюкасл-апон-Тайн (Крамлінгтон), а потім цей рейс був продовжений на Единбург (Турнхаус). У червні 1935 року Blackpool and West Coast Air Services відкрили рейси на Острів Мен. До 1936 році рейси Лондон/Ідон/Ньюкасл/Единбург здійснювалися три рази в тиждень, а також посадка відбувалася в Донкастері і маршрут було продовжено до Абердіна (Дайс).
У 1936 році в Ідоні була сформована Ескадрилья № 609 допоміжних сил Королівських ВПС, були відкриті сезонні рейси між Ідоном і Ліверпулем. Також почалося будівництво будівлі терміналу, однак після будівництва першої черги роботи були зупинені.

### Друга світова війна
Цивільна авіація припинила польоти в Ідоні в 1939 році з початком Другої світової війни; Avro побудував на північ від аеродрому новий замаскований завод, який виробляв військову авіатехніку; руліжна доріжка з'єднала фабрику з аеродромом, і багато літаки здійснювали свій перший політ з аеродрому Ідон. Були побудовані Bristol Blenheim(250), Lancasters(695), Anson (понад 4,500), York(45) і Lincoln(25).
Аеродром був суттєво вдосконалений: побудовано дві злітно-посадкові смуги, руліжні доріжки і додаткові ангари, в результаті чого аеродром став найважливішим випробувальним аеродромом для військової авіації.

### 1947—1969
Цивільні рейси поновилися в 1947 році, в 1953 для управління аеропортом і аероклубом була створена компанія Yeadon Aviation Ltd. Два роки потому, в 1955, відкрилися рейси в Белфаст, Джерсі, Остенд, Саусенд, острів Уайт і Дюссельдорф.
Регулярні рейси в Лондон почалися в 1960 році, а незабаром після цього відкрилися рейси в Дублін. Нова злітно-посадкова смуга була відкрита в 1965 році, в тому ж році будівлю терміналу було зруйновано пожежею. Новий термінал відкрився в 1968 році.

### 1970—1994
У середині 1970-х розвиток туризму вихідного дня призвело до відкриття чартерних рейсів; перший чартерний рейс був здійснений в 1976 році авіакомпанією Iberian Peninsula.
У 1978 році було прийнято рішення про збільшення злітно-посадкової смуги. Будівельні роботи почалися в 1982 році, а закінчилися в 1984. Крім збільшення довжини злітно-посадкової смуги під нею був побудований тунель, в якому пройшла траса A658 з Брадфорда в Харрогейт. Аеропорт також модернізувався і перебудовувався, перша стадія реконструкції було розпочато в 1985 році.
В 1980-і авіакомпанією Wardair був відкритий трансатлантичний рейс в Торонто на Boeing 747.
У 1986 році в аеропорту вперше здійснив посадку Concorde, за цим спостерігало 60000 глядачів.
Хоча спочатку аеропорт мав обмеження по операційним годинах, вони були зняті в 1994 році, і сьогодні аеропорт працює цілодобово.

### З 1995р. до цього часу
Роботи з розширення терміналу почалися в 1996 році, в результаті його пропускна здатність значно зросла, з'явилися нові засоби обслуговування пасажирів. Пасажирооборот у 2007 році склав близько 2.9 млн осіб, зростання у порівнянні з 2000 роком склало 88 %, а в порівнянні з 1997 (1.2 млн.) він збільшився більш ніж удвічі. Значний внесок у зростання пасажирообороту з 2003 року внесла лоу-кост авіакомпанія Jet2.com.
З 2000 року аеропорт став базою для Yorkshire Air Ambulance.
Перша злітно-посадкова смуга 09/27 була закрита 6 жовтня 2005 року, вона була переобладнана в руліжну доріжку, також з'явився додатковий простір для перону.
У 2006 році авіакомпанія Manx2 відновила рейс на острів Мен.
У лютому 2008 відкрилися рейси авіакомпанії Shaheen Air International в Ісламабад, проте вже 30 травня 2008 року вони були припинені.

## Історія аеропорту власності
Міські Ради Лідса і Бредфорда спільно придбали ділянку для аеропорту в Ідоні в 1930 році, Аеродром Ідон відкрився в 1931 році.
Аеропорт став товариством з обмеженою відповідальністю в 1987 році, капітал був розділений між п'ятьма округами: Лідс (40 %), Бредфорд (40 %) і Уейкфілд, Калдердейл і Кіркліс (20 %).
У жовтні 2006 року були підтверджені плани приватизації аеропорту, коли Бредфорд став останнім з п'яти власників, які погодилися продати аеропорт.
4 квітня 2007 п'ять Рад оголосили, що Bridgepoint Capital був обраний в якості кращого претендента. 3 травня 2007 Bridgepoint був затверджений в якості покупця — остаточна ціна склала 145,5 млн фт.ст.
Нові власники заявили, що вони планують інвестувати в розвиток аеропорту 70 млн фт.ст, основним напрямком інвестицій стане поліпшення пасажирської та роздрібної інфраструктури. Інші завдання — збільшення до 2015 року пасажирообороту до 7 млн в рік і відкриття 20 нових регулярних рейсів.

## Авіалінії та напрямки

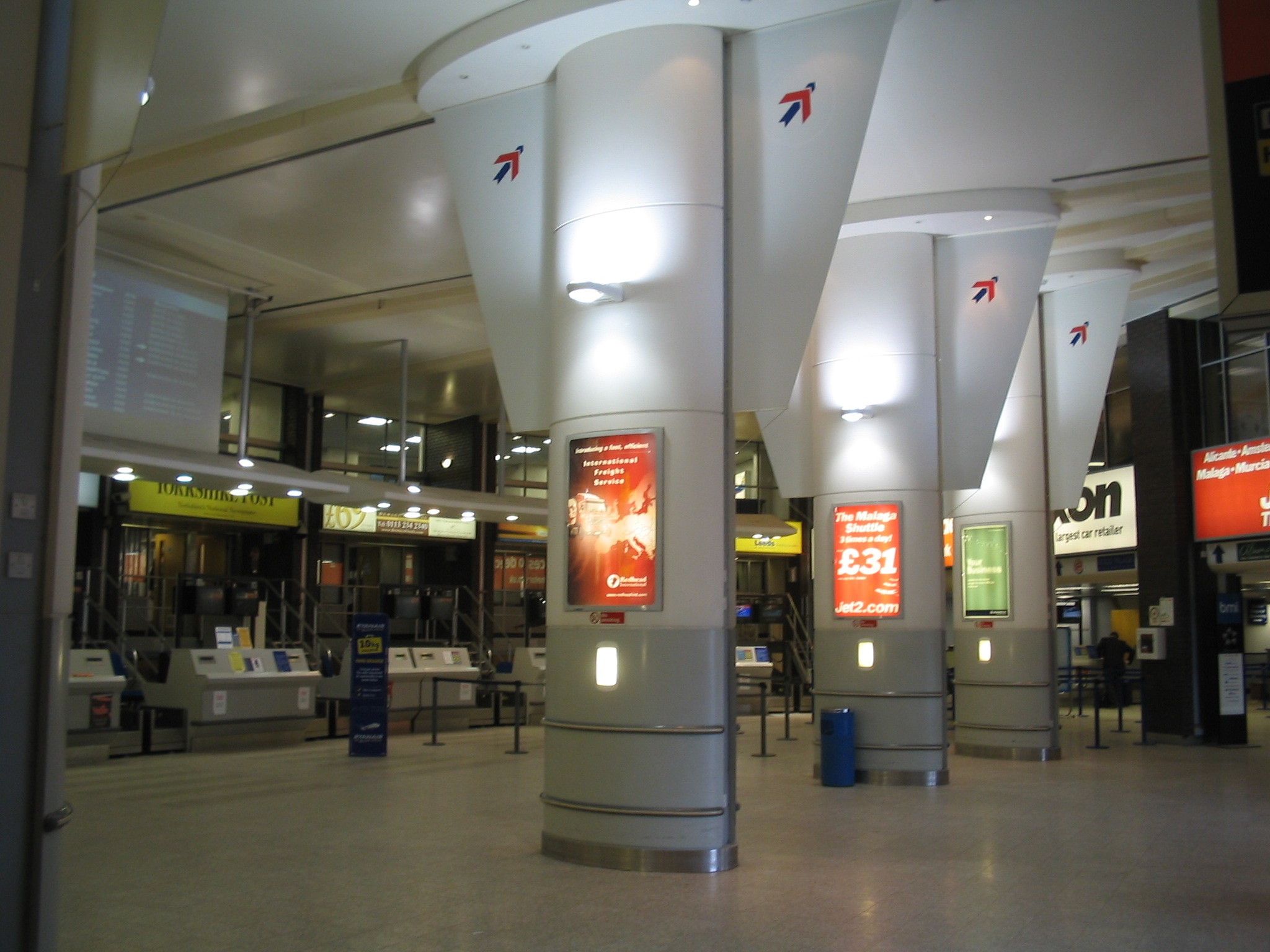
Інтер'єр аеропорту

| Авіакомпанія        | Пункт призначення |
| ------------------- | --- |
| Aer Lingus Regional | Дублін |
| Aurigny             | Сезонний: Гернсі |
| BH Air              | Сезонний: Бургас |
| British Airways     | Лондон-Хітроу |
| Flybe               | Белфаст-Сіті, Дюссельдорф, Корнуолл, Саутгемптон Сезонний чартер: Інсбрук (з 8 червня 2019) |
| flybmi              | Мюнхен (з 8 квітня 2019) |
| Jet2.com            | Аліканте, Амстердам, Барселона, Будапешт, Фуертевентура, Мадейра, Гран-Канарія, Краків, Лансароте, Малага, Париж-Шарль де Голль, Прага, Тенерифе-Південний Сезонний чартер: Альмерія, Анталія, Бержерак, Берлін-Шенефельд, Бодрум, Бургас (з 8 травня 2019), Ханья (з 5 травня 2019), Корфу, Даламан, Дубровник, Фару, Женева, Жирона, Гренобль, Іракліон, Ібіца, Ізмір (з 8 травня 2019), Джерсі, Кефалонія, Кос, Ларнака, Ла-Рошель, Мальта, Менорка, Мурсія–Корвера (з 29 березня 2019), Неаполь, Ніцца, Пальма-де-Мальорка, Пафос, Піза, Пула, Родос, Реус, Рим-Ф'юмічіно, Зальцбург, Спліт, Салоніки, Турин, Верона, Венеція, Закінф |
| KLM                 | Амстердам |
| Neos                | Сезонний чартер: Верона (з 11 травня 2019; завершення 21 вересня 2019) |
| Nouvelair           | Сезонний чартер: Енфіда (з 21 травня 2019) |
| Ryanair             | Аліканте, Братислава, Дублін, Фару, Фуертевентура, Гданськ, Гран-Канарія, Краків, Лансароте, Малага, Мальта, Мурсія–Сан-Хав'єр, Рига, Тенерифе-Південний, Вільнюс, Варшава-Модлін, Вроцлав Сезонний: Ханья, Корфу, Жирона, Ібіца, Лімож, Пальма-де-Мальорка, Піза, Тревізо |
| TUI Airways         | Сезонний: Корфу, Пальма-де-Мальорка, Родос (завершення 19 жовтня 2019) |

## Статистика
|                                     | Пасажирообіг | Авіатрафік | Загальний пасажирообіг 1997-2017 (млн) |
| ----------------------------------- | ------------ | ---------- | -------------------------------------- |
| 1997                                | 1,254,853    | 26,123     |                                        |
| 1998                                | 1,406,948    | 25,615     |                                        |
| 1999                                | 1,462,497    | 26,185     |                                        |
| 2000                                | 1,585,039    | 29,263     |                                        |
| 2001                                | 1,530,227    | 28,397     |                                        |
| 2002                                | 1,530,019    | 28,566     |                                        |
| 2003                                | 2,017,649    | 29,397     |                                        |
| 2004                                | 2,368,604    | 31,493     |                                        |
| 2005                                | 2,609,638    | 35,949     |                                        |
| 2006                                | 2,792,686    | 37,251     |                                        |
| 2007                                | 2,881,539    | 39,603     |                                        |
| 2008                                | 2,873,321    | 37,604     |                                        |
| 2009                                | 2,574,426    | 32,531     |                                        |
| 2010                                | 2,755,110    | 33,911     |                                        |
| 2011                                | 2,976,881    | 33,069     |                                        |
| 2012                                | 2,990,517    | 30,223     |                                        |
| 2013                                | 3,318,358    | 31,057     |                                        |
| 2014                                | 3,274,474    | 30,663     |                                        |
| 2015                                | 3,445,302    | 31,149     |                                        |
| 2016                                | 3,612,117    | 32,196     |                                        |
| 2017                                | 4,078,069    | 34,549     |                                        |
| Source: UK Civil Aviation Authority |              |            |                                        |

## Транспорт
Автобусні маршрути зв'язують аеропорт з Бредфордом, Лідсом, Харрогейтом, Йорком та іншими населеними пунктами регіону. National Rail зв'язує аеропорт залізницею з вокзалом в Лідсі, крім того, існує постійний маршрут автобуса до Лідса.
Замовлення таксі працює в будівлі терміналу.

## Авіакатастрофи та інциденти
- 18 травня 2005 Airbus A320, що виконував чартерний рейс для LTE приземлився на злітно-посадковій смузі 14 400 м за зоною приземлення. Через збої в системі гальмування екіпаж був змушений звести літак зі смуги. Травм не було, однак було зроблено сім рекомендацій з безпеки в результаті цього інциденту.[16][17]

- 24 травня 1995 Embraer EMB 110 Bandeirante авіакомпанії Knight Air, вилітав у Абердін розбився через три хвилини після зльоту, впавши на сільськогосподарські угіддя. Всі 12 осіб на борту загинули. Ймовірною причиною катастрофи була відмова одного чи обох авіагоризонтів.[18][19]

- 27 травня 1985 Lockheed Tristar British Airtours перелетів злітно-посадкову смугу при приземленні після сильного дощу. Літак був евакуйований з незначними пошкодженнями, на борту перебувало 14 членів екіпажу і 398 пасажирів.[20][21]